# Luiz Bernardo Pericás
Luiz Bernardo Pericás (Rio de Janeiro, 9 de junho de 1969) é um escritor, tradutor e historiador brasileiro. 

## Vida acadêmica
Formado em História pela Universidade George Washington e doutor em História Econômica pela Universidade de São Paulo, realizou pós-doutorado em Ciência Política pela FLACSO (México), onde foi professor convidado e pelo IEB/USP. Foi também professor visitante (visiting scholar) na Universidade do Texas em Austin e professor visitante na Universidade Nacional da Austrália, em Camberra. 

## Produção literária
É autor de vários livros, como Mystery Train (São Paulo, Brasiliense, 2007) e do romance Cansaço, a longa estação (São Paulo, Boitempo, 2012; adaptado em 2015 para o teatro pelo diretor uruguaio Hugo Rodas, em peça intitulada Punaré e Baraúna), entre outros. Recebeu a menção honrosa do Prêmio Casa de las Américas em 2012 por seu livro Os cangaceiros: ensaio de interpretação histórica (São Paulo, Boitempo, 2010; Havana, Editorial Ciencias Sociales, 2014). Ganhador do Prêmio Ezequiel Martínez Estrada, da Casa de las Américas (2014), pelo livro Che Guevara y el debate económico en Cuba (Nova Iorque, Atropos Press, 2009; Buenos Aires, Corregidor, 2011; Havana, Fondo Editorial Casa de las Américas, 2014). Traduziu para o português obras de Slavoj Zizek, James Petras, Christopher Hitchens, Jack London, John Reed e José Carlos Mariátegui. É membro do conselho editorial da revista Margem Esquerda, entre outras. Seus trabalhos foram publicados na Argentina, Peru, Itália, Espanha, México, Estados Unidos e Cuba. Com seu livro Caio Prado Júnior: uma biografia política, ganhou o Prêmio Juca Pato - Intelectual do ano (2016), concedido pela União Brasileira de Escritores (UBE) e o Prêmio Jabuti - melhor biografia (2017), pela Câmara Brasileira do Livro (CBL). É professor de História Contemporânea da Universidade de São Paulo.

## Prêmios
- Jabuti categoria biografia (2017)
- Juca Pato (2016)
- Ezequiel Martínez Estrada (Cuba, 2014)
- Menção Honrosa do Prêmio Casa de las Américas (Cuba, 2012)

## Livros publicados
- Che Guevara e o debate econômico em Cuba (Boitempo, 2018)
- Caio Prado Júnior uma biografia política (Boitempo, 2016)
- Che Guevara y el debate económico en Cuba (Fondo Editorial Casa de las Américas, 2014)
- Los cangaceiros: ensayo de interpretación histórica (Editorial de Ciencias Sociales, 2014)
- Cansaço, a longa estação (Boitempo, 2012)
- José Carlos Mariátegui: Revolução russa, história, política e literatura (Expressão Popular, 2012)
- Che Guevara y el debate económico en Cuba (Ediciones Corregidor, 2011)
- Os Cangaceiros (Boitempo, 2010)
- Che Guevara and the Economic Debate in Cuba (Atropos Press, 2009)
- Mystery Train (Brasiliense, 2007)
- Che Guevara e o debate econômico em Cuba (Xamã, 2004)
- Um andarilho das américas (Elevação, 2000)
- Che Guevara e a luta revolucionária na Bolívia (Xamã, 1997)
- Noite sobre a cidade (Brasiliense, 1994)
- A Risada (Index, 1993)

## Livros em coautoria
- Capitalismo e Luta Política no Brasil na virada do milênio (Xamã, 2001)

## Livros traduzidos, organizados e prefaciados
- Caminhos da revolução brasileira (Boitempo, 2019)
- Intérpretes do Brasil: clássicos, rebeldes e renegados (Boitempo, 2014)
- José Carlos Mariátegui: Revolução russa, história, política e literatura (Expressão Popular, 2012)
- As origens do fascismo (Alameda, 2010)
- Mariátegui Sobre Educação (Xamã, 2007)
- Mariátegui: Dos Sonhos às Coisas, Retratos Subversivos (Boitempo, 2005)
- Jack London: Escritos Políticos (Xamã, 2003)
- John Reed: Eu Vi Um Novo Mundo Nascer (Boitempo, 2001)
- América Latina: história, crise e movimento (Xamã, 1999)
- América Latina: história, ideias e revolução (Xamã, 1998)

## Entrevistas
- Programa Metrópolis, TV Cultura
- Programa Diálogos, Mario Sergio Conti, GloboNews
- Programa Provocações, Antônio Abujamra, TV Cultura (Bloco 1)
- Programa Provocações, Antônio Abujamra, TV Cultura (Bloco 2)